# Новоселье (фильм, 1973)
«Новоселье» («Хроника подольского села») — советский фильм 1973 года режиссёра Василия Ильяшенко по роману Владимира Бабляка «Жванчик».

## Сюжет
Через судьбы героев фильм рассказывает о жизни подольского села за годы советской власти — коллективизации в селе, где каждый испокон веков привык работать только на своё хозяйство, о военных годах, когда многие тихие люди проявляли чудеса героизма, а всеобщие любимцы становились нацистскими марионетками, о послевоенном поднятии разрушенного врагами хозяйства.

О жизни украинского села на протяжении пятидесяти лет — от дней революции и гражданской войны до современности. С любовью и уважением относятся авторы к своим героям, простым сельским труженикам, прогнавшим помещиков, отстоявшим Советскую власть в борьбе с врагами, восстановившим разрушенное войной хозяйство. Несколько поколений проходит перед зрителем, и от поколения к поколению передается главное — любовь к Советской Родине, к земле, к труду на благо народа.— Кино Советской Украины: страницы истории / И. С. Корниенко. — М.: Искусство, 1975. — 239 с. — стр. 222

## В ролях
- Тамара Кротова — Мотрина Кордонская
- Иван Гаврилюк — Сильвестр
- Николай Гринько — Филимон
- Людмила Гнилова — Варвара
- Аркадий Гашинский — Кирус
- Ирина Шевчук — Стася, дочь Кируса
- Богдан Ступка — Данько
- Василий Симчич — Матей Диброва
- Дмитрий Капка — Фёдор Степанович, отец Варвары
- Василий Фущич — эпизод
- Владимир Шакало — кладовщик
- Виктор Черняков — Кушнир, полицай
- Николай Сектименко — военнопленный
- Анатолий Песков — эпизод
- Борис Болдыревский — эпизод
- Маргарита Кавка — эпизод
- Евгений Гвоздёв — эпизод
- Иван Матвеев — эпизод
- Людмила Сосюра — Наташка
- Вилорий Пащенко — Кирус
- Неонила Гнеповская — жена Кируса

## Критика
Фильм получил резко отрицательные отзывы критиков.

Недостатком картины является её затянутость, вялость действия и недостаточная слаженность актёрского ансамбля.— Кино Советской Украины: страницы истории / И. С. Корниенко. — М.: Искусство, 1975. — 239 с. — стр. 222
Станислав Рассадин в журнале «Советский экран» (№ 5, 1975) дал разгромную саркастичную рецензию на фильм, разобрав отдельные сцены — никак не увязанные в один сюжет, не раскрываемые характеры героев и их мотивы, при этом основную причину неудачи фильма видел в невозможности уложить в час экранного времени эпическое полотно романа:

Со сценария началась неудача, и сокрушительная. Как уложить длинный роман, повествующий о сорокалетней (примерно) жизни подольского села, в медленный фильм? Мне кажется, сценарист решил поступить так: он наугад, не мудрствуя, может, даже зажмурившись, чтобы уж вовсе довериться судьбе, вырвал из книги пучки страниц откуда попало. Их и экранизировал. Конечно, сам я этого не видел, но, судя по результату, предположить подобное можно. Во всяком случае, иначе я никак не могу объяснить.